# Becquartina bicolor
Becquartina bicolor — вид цикад. Описаний у 2024 році.

## Поширення та відкриття
Ендемік Індії. Поширений у штаті Мегхалая. Виявлений у двох місцях.
Влітку 2017 року польовий ентомолог Вівек Саркар і його помічник Тушар Сангма працювали у Національному парку Балпакрам в окрузі Саут-Гаро-Гіллз. Вони записали спів невідомого виду цикади. Згодом, використовуючи бінокль, вони помітили комаху, яка сиділа на кроні дерева на висоті 30 метрів над землею. Поки Саркар спостерігав за цикадою, сонце почало сідати. Налетів кажан і схопив цикаду. Коли цикада намагалася звільнитися з лап кажана, вона впала на землю прямо перед Саркаром. Ентомолог поспішно сфотографував комаху, яка повзала по листку.
У травні 2020 року, не знаючи про відкриття Саркара, інший вчений в окрузі Рі-Бхої, приблизно за 150 кілометрів від Саут-Гаро-Гіллз, натрапив на цю цикаду. Родесон Тхангхіу, який був доцентом кафедри зоології в Університеті науки і технологій у Мегхалаї. Разом із другом він пішов шукати дикі їстівні рослини в громадському лісі, який у минулому був священним лісом громади Бхой. Тхангх'ю привернув унікальний спів цикади, що долинав з дерева поруч із невеликим струмком. Після того як він побачив пару літаючих цикад, він зібрав зразок. Він звернувся до пана Хаджонга, який викладав зоологію в Університеті Північно-Східного Хілу (NEHU) у Мегхалаї.
Під час тривалих екскурсій між 2020 і 2022 роками дует вивчав поклик і поведінку виду. Вчені опублікували свої дослідження в статті в березні 2024 року в Zootaxa.